# Sören Mattiasson
Sören Mattiasson, född omkring 1631, död 29 juni 1715 i Gränna, var skarprättare i 64 år och hade enligt uppgift avrättat närmare 300 människor under sin tjänsteperiod.
Mattiasson var son till en bödel och efterträdde denne någon gång under 1650-talet. Brodern Johan reste runt som kringresande valackare. När Mattiasson avled i Gränna nedtecknade stadens präst i dödsboken "skarprättaren Sören Mattiasson, 82 år gammal, varit skarprättare i 64 år".